# Kizimen
Kizimen (rusky Кизимен) nebo Ščapinskaja sopka (Щапинская сопка) je osamoceně stojící stratovulkán o nadmořské výšce 2376 m, nacházející se ve východní části poloostrova Kamčatka, asi 30 km severně od pobřeží Kronockého jezera a 25 km severovýchodně od komplexu Gamčen. Jde o nejvyšší vrchol Východokamčatského hřbetu.
Masiv vulkánu se tvarem podobá severoamerické sopce Mount St. Helens předtím, než ji částečně zničila erupce v roce 1980. Svahy a vrchol vulkánu Kizimen je pokrytý několika překrývajícími se lávovými dómy.
Sopka vznikla přibližně před 12 000 lety a její současný tvar formovaly čtyři větší fáze vulkanismu, z nich nejsilnější erupce probíhaly v období 10 000 až 8300 let před Kr. Poslední větší fáze končila přibližně před 3500 až 2000 lety. Jediná historicky zaznamenaná erupce se odehrála v letech 1927 až 1928, šlo o středně silnou podzemní explozi z hlavního kráteru.